# Horace Gwynne
Horace Gwynne (ur. 5 października 1912 w Toronto, zm. 16 kwietnia 2001 tamże) – kanadyjski bokser, złoty medalista letnich igrzysk olimpijskich w 1932 w Los Angeles w kategorii koguciej. W walce o złoty medal pokonał Hansa Ziglarskiego.